# Dolerocypris sinensis
Dolerocypris sinensis är en kräftdjursart som beskrevs av Georg Ossian Sars 1903. Dolerocypris sinensis ingår i släktet Dolerocypris och familjen Cyprididae. Inga underarter finns listade i Catalogue of Life.